# 圖羅韋 (佐洛喬夫區)
50°18′34″N 36°9′2″E / 50.30944°N 36.15056°E
圖羅韋（烏克蘭語：Турове）是位於烏克蘭東部的村莊，由哈爾科夫州博霍杜希夫區的佐洛奇夫市鎮負責管轄。該村面積0.48平方公里，海拔高度180米，2001年人口164，人口密度每平方公里341人。